# Lista de Membros Correspondentes da Academia Brasileira de Ciências Empossados em 1974
Esta lista contém os nomes dos membros correspondentes da Academia Brasileira de Ciências empossados em 1974. 
| Imagem | Nome             | Datas de nascimento e falecimento | Local de nascimento | Área de especialização | Alma mater              | Data de posse       | Conhecido por | Referências |
| ------ | ---------------- | --------------------------------- | ------------------- | ---------------------- | ----------------------- | ------------------- | ------------- | ----------- |
|        | Richard Williams | 05 de agosto de 1927              |                     | Ciências Físicas       | Universidade Miami, EUA | 26 de março de 1974 |               | [ 2 ]       |